# Gerardo Baigorria
Gerardo Baigorria (Chimbote, 13 de julio de 1951) es un exfutbolista peruano que se desempeñaba como defensa.

## Trayectoria
Se inició en José Gálvez de Chimbote en 1971; fue parte del plantel campeón de Sporting Cristal en 1972, permaneció en el cuadro rimense hasta 1976.
En 1977 jugaría por el Coronel Bolognesi, hasta 1979.
En 1980 regresó a Sporting Cristal y a finales de ese año obtuvo su segundo título. Jugó por la celeste hasta 1982, año el cual se retira.

## Clubes
| Club              | País | Año         |
| ----------------- | ---- | ----------- |
| José Galvez       | Perú | 1971        |
| Sporting Cristal  | Perú | 1972 - 1976 |
| Coronel Bolognesi | Perú | 1977 - 1979 |
| Sporting Cristal  | Perú | 1980 - 1982 |

## Palmarés

### Campeonatos nacionales
| Título                    | Club             | País | Año  |
| ------------------------- | ---------------- | ---- | ---- |
| Primera División del Perú | Sporting Cristal | Perú | 1972 |
| Primera División del Perú | Sporting Cristal | Perú | 1980 |